# Limnoscelis

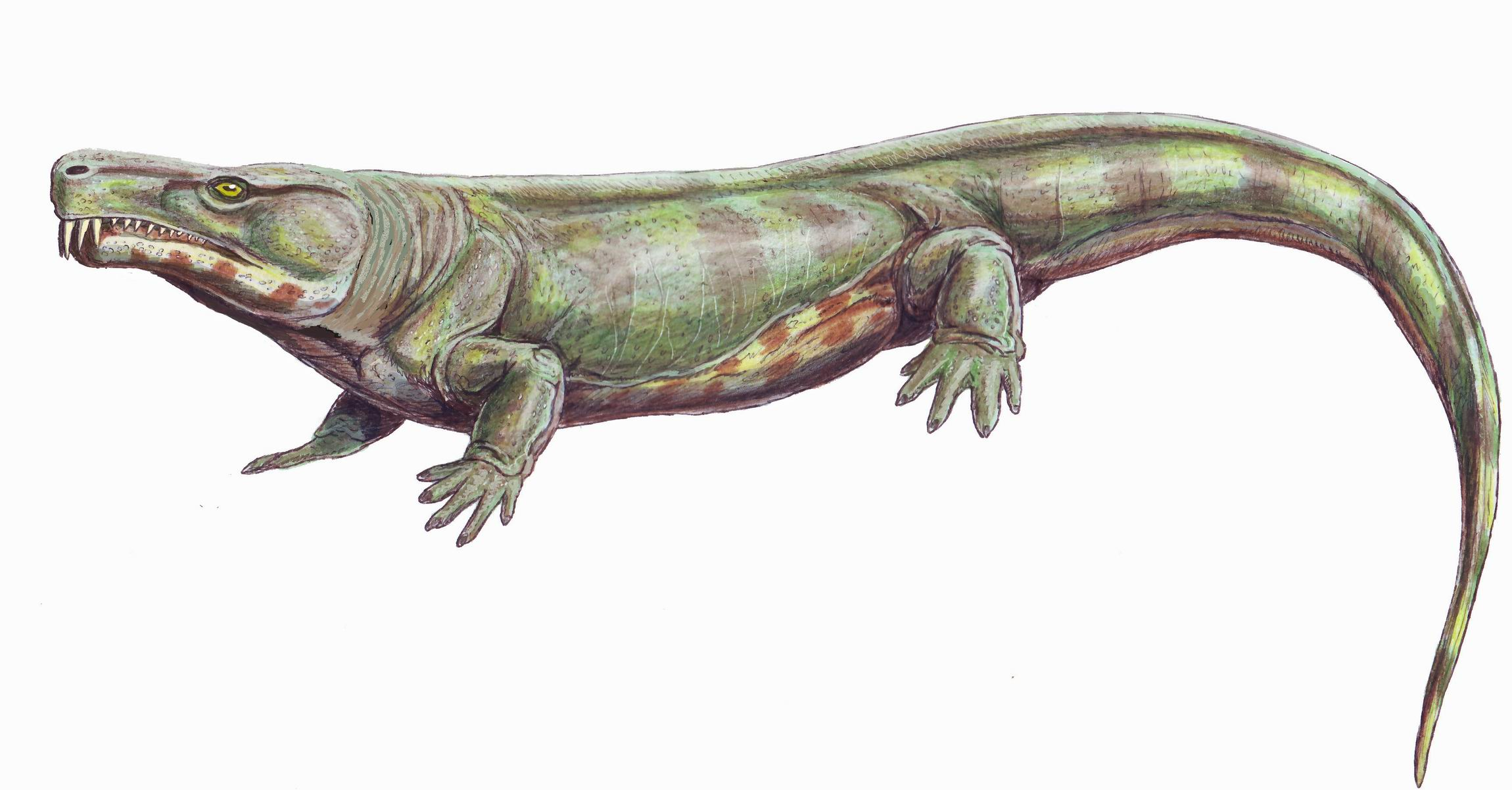
Художня реконструкція

Limnoscelis (що означає «болотяна лапа») — рід великих чотириногих діадектоморфів пізнього карбону на заході Північної Америки. Він включає два види: типовий вид Limnoscelis paludis з Нью-Мексико і Limnoscelis dynatis з Колорадо, обидва, як вважається, жили одночасно. Невідомо жодного екземпляра Limnoscelis за межами Північної Америки. Лімносцеліс був м'ясоїдним і, ймовірно, напівводним, хоча він, можливо, провів значну частину свого життя на суші. Limnoscelis мав поєднання похідних земноводних і примітивних рептилій, і його розміщення відносно Amniota має значні наслідки щодо походження перших амніот.